# World Games 2005/Beachhandball
Bei den World Games 2005 wurden vom 21. bis 23. Juli 2005 je einem Wettbewerb pro Geschlecht im Beachhandball ausgetragen.

## Hintergründe
Bei den Frauen wie bei den Männern nahmen jeweils acht Mannschaften teil, die elf verschiedene Nationen vertraten. Ägypten, Brunei, Italien, Kroatien, Russland, die Türkei und Ungarn gaben ihr Debüt bei Beachhandball-Wettbewerben im Rahmen der World Games, einzig Brasilien, Deutschland, Japan und Spanien waren schon mit mindestens einer Mannschaft beim Debüt 2001 dabei. Weder die Titelverteidigerinnen aus der Ukraine bei den Frauen noch die Titelverteidiger aus Belarus bei den Männern nahmen erneut teil. Fünf Länder – Brasilien, Gastgeber Deutschland, Kroatien, Russland und die Türkei – konnten mit Mannschaften beider Geschlechter an den Start gehen.
Wie schon 2001 waren keine Vertretungen Ozeaniens am Start. Panamerika wurde aufgrund der Dominanz Brasiliens einzig durch Südamerika vertreten. Afrika entsandte wie sehr oft nur eine Mannschaft bei den Männern, nicht aber bei den Frauen. Für Brunei war es der einzige Auftritt bei einer internationalen Meisterschaft überhaupt.
Erneut, aber zum letzten Mal, war Beachhandball eine Demonstrationssportart. Ab 2009 gehörte der Sport zum regulären Programm der World Games.
| Frauen Details | Duisburg, Deutschland | Brasilien | 2:0 | Ungarn  | Türkei   | 2:0 | Kroatien    |
| Männer Details | Duisburg, Deutschland | Russland  | 2:0 | Spanien | Kroatien | 2:1 | Deutschland |

## Platzierungen
| Nation         | Frauen | Männer |
| -------------- | ------ | ------ |
| Ägypten        | 0–     | 06     |
| Brasilien      | 01     | 08     |
| Bahrain        | 0–     | 05     |
| Deutschland    | 05     | 04     |
| Italien        | 07     | 0–     |
| Japan          | 08     | 0–     |
| Kroatien       | 04     | 03     |
| Russland       | 06     | 01     |
| Spanien        | 0–     | 02     |
| Türkei         | 03     | 07     |
| Ungarn         | 02     | 0–     |
| Teilnehmerzahl | 8      | 8      |

| Legende | Legende | Legende | Legende              |
| ------- | ------- | ------- | -------------------- |
| 1       | 2       | 3       | Podest-Platzierungen |
| 4       | 4       | 4       | vierter Halbfinalist |